# 世良田満義
世良田 満義（せらだ みつよし）は、鎌倉時代後期から南北朝時代の武将。

## 生涯
上野国新田荘世良田郷領主。新田義貞の鎌倉攻めに従い、稲村ヶ崎にて安東聖秀勢を破る。延元3年/建武5年（1338年）義貞が越前にて戦死すると世良田郷に戻る。
満義は元亨3年（1323年）、嘉暦3年（1328年）、元徳2年（1330年）に長楽寺に田地等を寄進している。